# Amerikanisierung des Holocaust
Unter der Amerikanisierung des Holocaust lässt sich die Aneignung der Geschichte des Holocaust durch die US-amerikanische Gesellschaft verstehen, und zwar hauptsächlich durch Filme, Bücher, Theater, Fernsehen, Museen und Denkmäler; sie wird deshalb auch als Medialisierung des Holocaust verstanden. Kritiker hingegen verstehen darunter hauptsächlich eine Trivialisierung des Holocaust.

## Beschreibung und Interpretation
Der Begriff Americanization of the Holocaust wurde durch Michael Berenbaum geprägt, einer treibenden Kraft hinter der Entstehung des Holocaust-Gedenkmuseums der Vereinigten Staaten in Washington, D. C. und ab dessen Eröffnung 1993 Direktor des dort angesiedelten Holocaust-Forschungszentrums. Das Onlinelexikon Jewish Virtual Library erklärt die Amerikanisierung des Holocaust als Berenbaums Ziel, „ein heiliges jüdisches Andenken in einen bedeutenden Teil der konzeptionellen und physischen Landschaft der öffentlichen Kultur Amerikas“ zu transformieren. Berenbaum selbst erklärte die Amerikanisierung des Holocaust als die Absicht, die Geschichte des Holocaust auf solche Weise zu erzählen, „dass sie nicht nur bei dem Überlebenden in New York und seinen Kindern in Houston oder San Francisco auf Resonanz stößt, sondern bei einem schwarzen Anführer in Atlanta, einem Farmer im mittleren Westen oder einem Industriellen im Nordosten.“
Charakteristisch für die Erinnerung an den Holocaust in den USA ist dessen Universalisierung beziehungsweise universelle Anwendbarkeit. Denn es gehe dabei, so der Kulturwissenschaftler Stefan Krankenhagen, nicht nur um den Einbezug nichtjüdischer Opfergruppen, sondern vor allem auch um die sozialen und ethnischen Opfer gegenwärtiger Konflikte, für die die Darstellung des Holocaust eine Reflexion sein solle. Der Historiker Frank Bajohr erklärte, dass der Holocaust nach amerikanischem Verständnis ein „historisches Gesamtereignis“ sei, das sich in der Gegenwart in besonderer Weise verbinde mit dem Kampf gegen Rassismus, Antisemitismus und völkermörderische Tendenzen der Gegenwart. Der Holocaust sei insofern eine Art universales Lehrstück und werde weniger in den jeweiligen historischen, auch europäischen Bezügen wahrgenommen, so Bajohr in einem Radiointerview.
Die amerikanische Dozentin Hilene Flanzbaum bezieht die Amerikanisierung des Holocaust in dem von ihr herausgegebenen Essay-Sammelband über das Thema (1999) auf die Zeit seit dem Ende des Holocaust. Zu den bedeutendsten und einflussreichsten Werken, die den Prozess geprägt hätten, zählt sie neben dem Washingtoner Holocaust-Museum das erstmals 1952 in Amerika erschienene Tagebuch der Anne Frank, die Fernsehserie Holocaust – Die Geschichte der Familie Weiss (1978), den Comic Maus – Die Geschichte eines Überlebenden (erschienen ab 1980) und den Spielfilm Schindlers Liste (1993). Sich auch auf Flanzbaums Werk stützend, verstand die Historikerin Susanne Rohr die Amerikanisierung des Holocaust als Medialisierung des Holocaust.
Die Amerikanisierung des Holocaust zeichnet sich wesentlich auch dadurch aus, dass das Interesse des Publikums an der Geschichte des Holocaust über emotionale Betroffenheit geweckt wird. Zu den Werken, die diesen Weg gehen, gehören vor allem das Washingtoner Holocaust-Museum, die Fernsehserie Holocaust und Schindlers Liste. Entsprechend der Einschätzung von Krankenhagen zum Wesen der Amerikanisierung des Holocaust hätten der Film und das Museum durch ihre Darstellungen, die von der massenmedial erprobten Dramaturgie Hollywoods geprägt seien, eine „breitenwirksame Umdeutung des Holocaust“ bewirkt. Beide Werke hätten die Möglichkeit eröffnet, „Auschwitz in einem sinnhaften Kontext zu denken“, denn der Fokus der Darstellung liege bei ihnen nicht mehr auf der „Hilbergschen Unterscheidung zwischen Täter, Opfer und ‚bystander‘, sondern auf der Darstellung des Retters und der Überlebenden.“
Wie Krankenhagen erklärte, werde die Bedeutung der Amerikanisierung des Holocaust erst vor dem Hintergrund dessen deutlich, was sie negiere, nämlich die Problematisierung der Darstellbarkeit des Holocaust, wie sie vor allem durch Theodor W. Adorno geschehen sei (→ „Nach Auschwitz ein Gedicht zu schreiben, ist barbarisch“). In Bezug auf Schindlers Liste, das Washingtoner Holocaust-Museum und Daniel Goldhagens Buch Hitlers willige Vollstrecker werde die Frage, ob Auschwitz darstellbar sei, nicht gestellt, sondern durch Darstellungsmodi ersetzt, die von einem „autoritativen Erzählgestus“ bestimmt seien. Insofern müsse die Amerikanisierung des Holocaust in ihrer Funktion als „Ablösung des Darstellungsverbots“ verstanden werden.
Dem US-Historiker Anson Rabinbach zufolge habe die Fokussierung einer amerikanischen Perspektive auf den Holocaust Mitte der 1980er Jahre in Folge der Bitburg-Kontroverse begonnen. Diese hätte amerikanischen Juden signalisiert, dass – wie es 1986 in der New York Times hieß – „die scheinbare Amnesie Europas über den Krieg weitestgehend ein gewolltes Phänomen“ sei. Mit vor diesem Hintergrund verstand Rabinbach die Amerikanisierung des Holocaust als eine Anstrengung Amerikas, der „Amnesie“ Deutschlands konkrete Aufklärungsarbeit entgegenzusetzen. Insofern, so Krankenhagen, müsse die Amerikanisierung des Holocaust auch als „eine Rezeption deutscher Erinnerungspolitik“ verstanden werden.
Der Historiker Manfred Kittel ordnete es als eine „internationale Kehrseite“ der Amerikanisierung des Holocaust ein, dass sich das Interesse an Deutschland in den USA weitestgehend auf Hitler und den Holocaust reduziere.

## Kritik
Kritiker der Amerikanisierung des Holocaust verstehen diese als „Banalisierung“, „Trivialisierung“, „Disneyfizierung“ oder „McDonaldisierung“ des Holocaust. Wie der Soziologe Natan Sznaider erklärte, glaubten diese Kritiker „an eine reine, vollkommene und unveränderbare Erinnerung an den Holocaust, interesselos und machtfrei, die in den Medien nicht darstellbar sei.“ Sie bezweifelten die moralische Aufrichtigkeit von Werken wie Schindlers Liste und ihren Erschaffern und unterstellten ihnen wirtschaftliche oder symbolische Klasseninteressen, mithin eine Instrumentalisierung des Holocaust für ihre Zwecke. Die Geschichtsdidaktikerin Katja Köhr zählte zu den wiederholt vorgebrachten Kritikpunkten an Werken wie der Fernsehserie Holocaust und dem Washingtoner Gedenkmuseum die starke Opferperspektive als Voraussetzung einer affektorientierten Erzählung, den Ausschluss anderer Opfergruppen, die historische Entkontextualisierung und den „kitschig-sensible[n]“ Umgang mit dem Holocaust.
Zum Beispiel kritisierte der Publizist Henryk M. Broder 1993 zur Eröffnung des Washingtoner Holocaust-Museums und des Museums der Toleranz in Los Angeles die Amerikanisierung des Holocaust im Spiegel polemisch als „ein bizarres Phänomen; so wie Mickey Mouse, Coca-Cola und McDonald’s zu uramerikanischen Symbolen avanciert sind, wird auch ‚The Holocaust‘ in ein paar Jahren ein Markenzeichen werden, bei dem niemand mehr an ‚Auschwitz‘ oder ‚Majdanek‘ denken wird, sondern an ein Museum oder ein Memorial in Los Angeles, Washington oder New York.“ Sei es einst noch darum gegangen, an die Ermordeten zu erinnern und die Überlebenden zu trösten, so komme es heute nur darauf an, „mit viel Aufwand, Pomp und High-Tech makabre Kultstätten mit pseudopädagogischem Anspruch zu errichten.“
Auch zu den Kritikern gehörte der US-Historiker Peter Novick. In seiner Studie Nach dem Holocaust (1999) schrieb er über die Amerikanisierung des Holocaust als einhergehend mit einer Funktionalisierung, Trivialisierung und Vermarktung zum Zwecke der Massenwirksamkeit. Nicht mehr der Holocaust als Ereignis selbst zähle, sondern nur noch seine gegenwärtige Verwendung, so Novick. Köhr zufolge könne Novicks Studie als „Abrechnung“ mit der Amerikanisierung des Holocaust verstanden werden.
Der israelische Gelehrte Yehuda Bauer kritisierte, dass der Holocaust bei der Amerikanisierung Gefahr laufe, entjudaisiert zu werden. Der Begriff „Holocaust“, so Bauer, sei im öffentlichen Bewusstsein „abgeflacht“ worden, sodass „jedes Unheil, das irgendjemandem irgendwo“ widerfahre, ein Holocaust werde.
Der US-Historiker Alvin H. Rosenfeld fragte in einem Artikel über die Amerikanisierung des Holocaust verwundert, wie irgendeine Geschichte über die Verbrechen der Nazi-Ära den speziellen Gegebenheiten jener Ereignisse treu bleiben und gleichzeitig die heutige soziale und politische Agenda adressieren könne.